# Raionul Brătușeni
Raionul Brătușeni (în rusă Братушанский район) a fost o unitate teritorial-administrativă din RSS Moldovenească, care a existat de la 11 noiembrie 1940 până în iunie 1959.

## Istorie
La fel ca majoritatea raioanelor RSS Moldovenești, raionul Brătușeni a fost înființat pe 11 noiembrie 1940, iar centru raional a fost desemnat satul Brătușeni.
Până la 16 octombrie 1949 raionul a fost în componența județului Bălți, iar după abolirea divizării pe ținuturi a intrat în subordonare republicană. 
Din 31 ianuarie 1952 până în 15 iunie 1953, raionul a intrat în componența districtului Bălți, după abolirea districtelor din RSSM a redevenit din nou în subordonare republicană.
În iunie 1959 raionul Brătușeni a fost lichidat, o mare parte a teritoriului acestuia trecând în componența raionului Edineț, iar cea mică la raionul Rîșcani

## Divizare administrativă
Ca stare la 1 ianuarie 1955, raionul includea 11 consilii sătești: Brătușeni, Corpaci, Cuconeștii Vechi, Gașpar, Parcova, Pociumbeni, Stolniceni, Terebna, Văratic, Zăbriceni și Zăicani.